# 克拉斯尼揚卡 (基輔州)
49°51′41″N 29°40′6″E / 49.86139°N 29.66833°E
克拉斯尼揚卡（烏克蘭語：Краснянка）是位於烏克蘭北部的村莊，由基辅州白采爾克瓦區的斯克維拉市鎮負責管轄。該村面積0.35平方公里，海拔高度188米，2001年人口42，人口密度每平方公里120人。